# Ilhas da Madalena

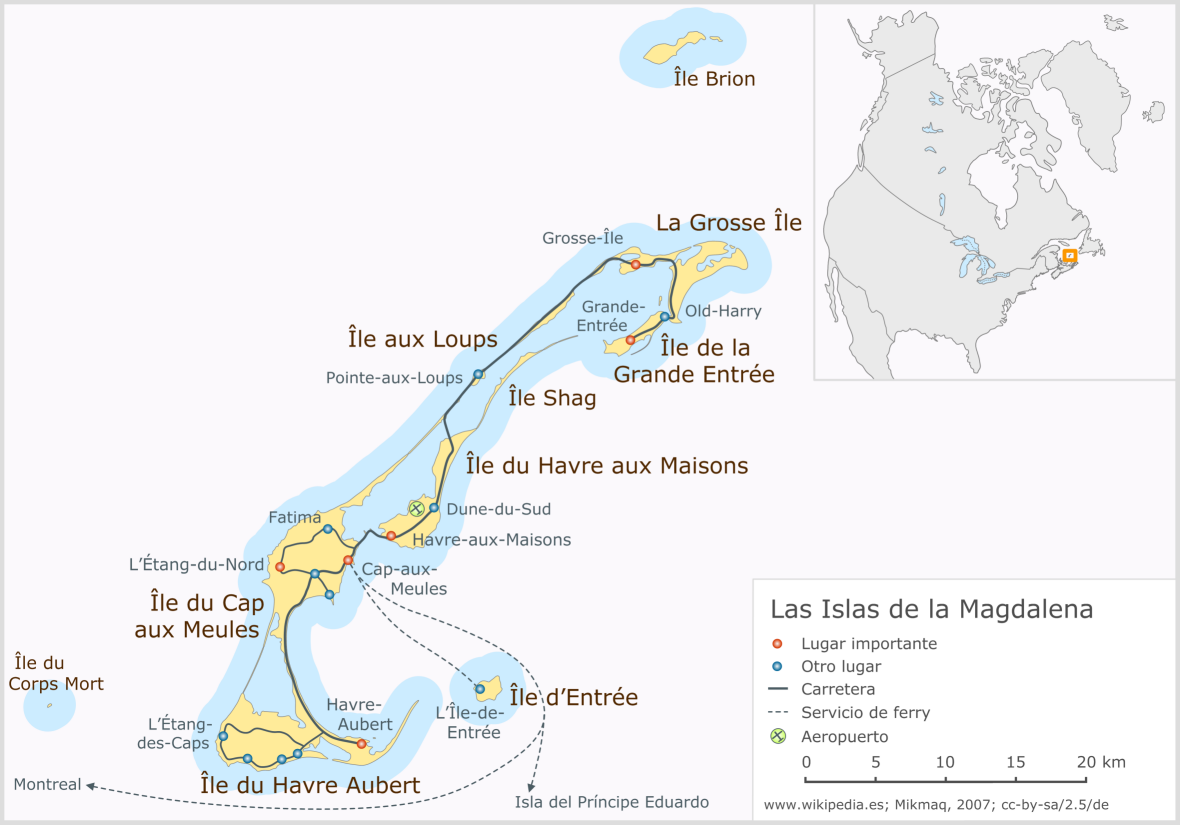
As ilhas da Madalena

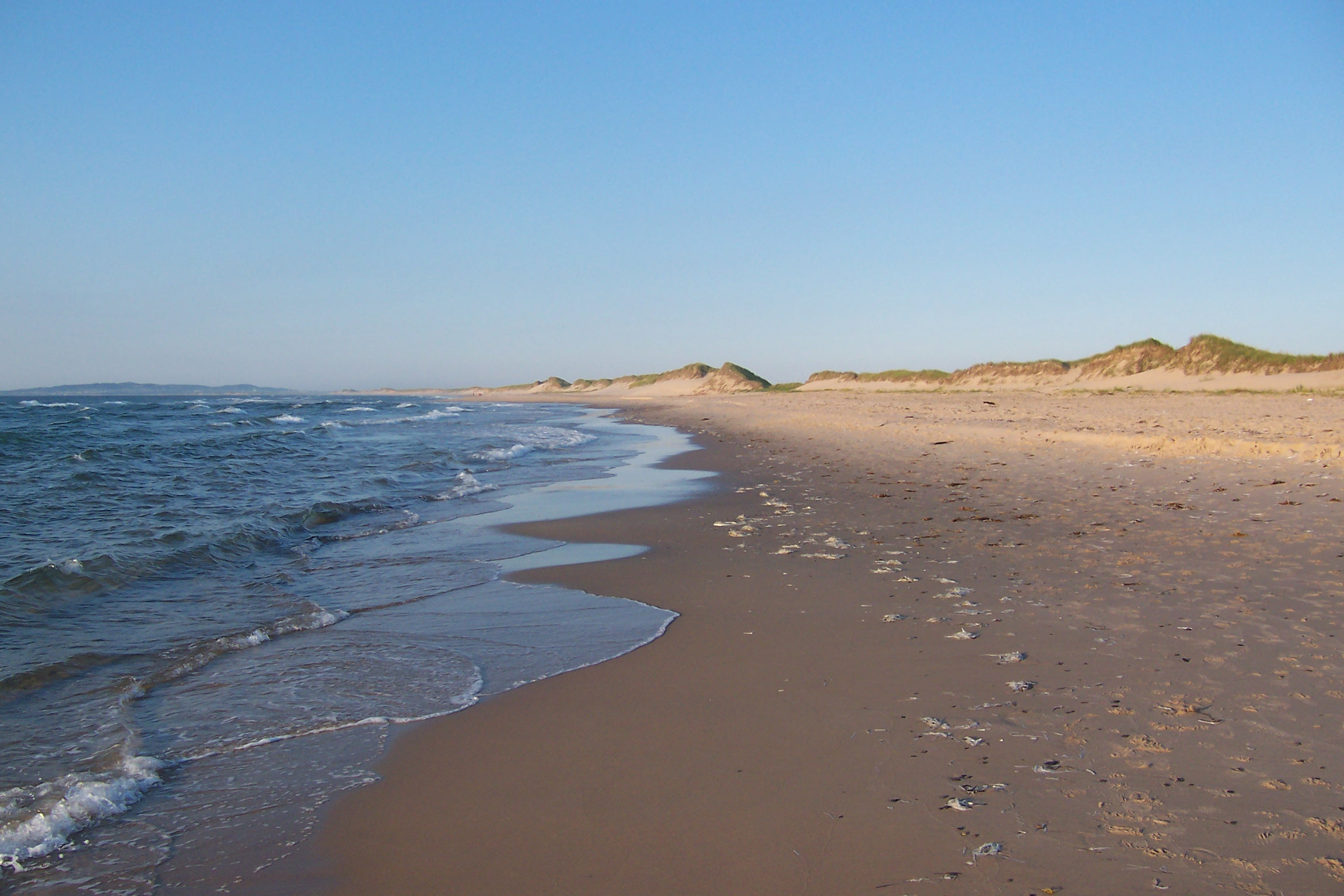
Praia nas ilhas da Madalena

As ilhas da Madalena (em francês:  Îles de la Madeleine, em inglês:  Magdalen Islands) são um arquipélago do oceano Atlântico situado no golfo de São Lourenço, no Quebec. 
As ilhas ficam perto do centro do golfo, entre a península de Gaspé e a ilha Cape Breton (Nova Escócia), a meio-caminho entre a Ilha Príncipe Eduardo e a Terra Nova.
Eram ilhas cobertas por densa floresta, e hoje são reflorestadas continuamente, tendo o nível de coberto florestal chegado a  25%. São propensas a sistemas dunares, com mais de 300 km de praias. A maior ilha chama-se Havre Aubert e é a mais meridional.
De 1534 a 1536, o navegador Jacques Cartier, descobriu o arquipélago, e baptizou as ilhas de «les Araynes», do latim "arena", que significa areia.
Hoje são um importantíssimo santuário para a vida selvagem, e a economia centra-se na exploração dos recursos naturais, floresta e pesca.